# Sterling Jerins
Sterling Jerins (* 15. Juni 2004 in New York City, New York) ist eine US-amerikanische Schauspielerin.

## Leben
Sterling Jerins gab ihr Schauspieldebüt im Jahr 2011 mit einer Gastrolle in der Fernsehserie Royal Pains. Ihr Spielfilmdebüt folgte 2013 mit ihrer Rolle als Constance Lane, der jüngeren Tochter von Gerry Lane (Brad Pitt) und Karin Lane (Mireille Enos) im Zombiefilm World War Z von Marc Forster. Außerdem hatte sie einen Auftritt als Judy Warren, Tochter von Ed Warren (Patrick Wilson) und Lorraine Warren (Vera Farmiga) in Conjuring – Die Heimsuchung, einem Horrorfilm von James Wan, der ebenfalls 2013 veröffentlicht wurde. Noch im selben Jahr wurde sie als Lily Bowers in fünf Episoden der Fernsehserie Deception
besetzt und für eine Rolle im Thriller Butterflies of Bill Baker engagiert.
Im Jahr 2014 spielte Jerins an der Seite von Michael Douglas und Diane Keaton im Kinofilm Das grenzt an Liebe die Rolle der Sarah. Im selben Jahr folgte in einer weiteren Zusammenarbeit mit Diane Keaton der Spielfilm Ruth & Alex – Verliebt in New York mit Morgan Freeman, der auch als Produzent des Films in Erscheinung trat.
Im Thriller No Escape aus dem Jahr 2015 ist sie an der Seite von Owen Wilson, Lake Bell, Pierce Brosnan und Claire Geare zu sehen. Weiterhin stellt sie im Mystery-Thriller Dark Places – Gefährliche Erinnerung die junge Libby Day dar, die als erwachsene von Charlize Theron verkörpert wird. Zudem übernahm sie in Conjuring 2 erneut die Rolle der Judy Warren. Der Film wurde im Juni 2016 in den Kinos veröffentlicht. In der HBO-Comedyserie Divorce spielt Jerins unter anderem an der Seite von Sarah Jessica Parker und Thomas Haden Church die Rolle der Lila. Im Independent-Filmdrama Daisy Winters übernahm sie die Titelrolle. Der Film lief im Dezember 2017 in den US-amerikanischen Kinos an.
Sterling Jerins ist die jüngere Schwester der Schauspielerin Ruby Jerins.

## Filmografie (Auswahl)
- 2011: Royal Pains (Fernsehserie, Episode 3x05)
- 2013: Deception (Fernsehserie, 5 Episoden)
- 2013: World War Z
- 2013: Conjuring – Die Heimsuchung (The Conjuring)
- 2013: Butterflies of Bill Baker
- 2013: Lullaby
- 2014: Das grenzt an Liebe (And So It Goes)
- 2014: Ruth & Alex – Verliebt in New York (5 Flights Up)
- 2015: Before the Bomb (Kurzfilm)
- 2015: Dark Places – Gefährliche Erinnerung (Dark Places)
- 2015: No Escape
- 2016: Conjuring 2 (The Conjuring 2)
- 2016: Paterson
- 2016–2019: Divorce (Fernsehserie, 18 Episoden)
- 2017: Daisy Winters
- 2018: Boarding School
- 2021: Conjuring 3: Im Bann des Teufels (The Conjuring: The Devil Made Me Do It)